# 庫里爾斯克區
庫里爾斯克區（俄语：Курильский район），是俄羅斯的一個區，位於該國東南部，由薩哈林州負責管轄。面積5145.9平方公里，2010年該區人口7,359，人口密度每平方公里1.43人。
該地所管轄的擇捉島（伊圖魯普島）存在主權爭議，日本方面聲稱對擇捉島擁有主權，行政上隸屬北海道根室振興局。

## 外部連結
- http://курильск-адм.рф/ （页面存档备份，存于）